# Джинульфи, Альберто
Альберто Джинульфи (итал. Alberto Ginulfi; 30 ноября 1941, Рим — 6 сентября 2023, Кастель-Гандольфо, Лацио) — итальянский футбольный вратарь, известен по выступлениям за «Рому».

## Биография

### Карьера игрока
На протяжении 13 сезонов, с 1962 по 1975 год, играл за «Рому», в составе которой в 1964 и 1969 годах выиграл два Кубка Италии, а также в 1972 году в составе «волков» завоевал Англо-итальянский кубок. Помимо трофеев за «Рому», он был известен тем, что 3 марта 1972 года в товарищеском матче с бразильским «Сантосом» отразил удар Пеле с пенальти, став одним из немногих вратарей с таким достижением.
Покинув «Рому», в последующие годы играл по одному сезону за «Верону», «Фиорентину» и «Кремонезе», который стал последним его клубом в карьере.

### Смерть
Скончался 6 сентября 2023 года в возрасте 81 года.

## Достижения
«Рома»
- Кубок Италии (2): 1963/64, 1968/69
- Англо-итальянский кубок (1): 1972